# 罗伯托·罗哈斯
罗伯托·安东尼奥·罗哈斯·萨维德拉（西班牙語：Roberto Antonio Rojas Saavedra，1957年8月8日—）是一名已退役的智利足球运动员。他在1990年世界盃外圍賽南美区的最后一场比赛中故意割伤自己以避免智利国家队输球，最终导致自己被终身禁赛，智利也被禁止参加1994年世界盃外圍賽。2001年，罗哈斯的禁赛令被国际足联正式取消。

## 球员生涯
1976年，罗哈斯在智利球队航空开始足球生涯。1983年，他加盟智利豪门，并帮助球队获得1983和1986赛季智利足球甲级联赛冠军。1987年，由于在1987年美洲盃足球賽的精彩表现，罗哈斯转会到巴西球队聖保羅，直到1989年被国际足联禁赛。

## 1990年世界盃外圍賽事件
1989年9月3日，罗哈斯在1990年世界盃外圍賽南美区最后一轮比赛中担任智利国家队的守门员，在挑战巴西队。巴西队凭借49分钟卡雷卡的进球取得领先，如果比分保持到终场，智利将被巴西淘汰，无缘1990年世界盃。第67分钟，一名叫罗森内里的女球迷从看台扔下一个烟火，刚好落在罗哈斯的身旁。罗哈斯立即倒地并抱着头在球场翻滚，他故意用藏在手套中的刀片割伤自己，企图让比赛结果无效，甚至导致巴西队遭受国际足联的处罚。头部血迹斑斑的罗哈斯被抬出场外，而他的队友则以球场不安全为由拒绝回到球场，比赛被中断。
事后的比赛录像证明罗哈斯并没有被烟火击中，他头部的伤是他用藏在手套中的刀片故意割伤自己造成，而且血迹其实是队医达尼尔·罗德里格斯用红药水伪装的。 智利方面的调查则发现，在罗哈斯倒地时，智利队教练奥兰多·阿拉维纳曾通过无线电通知进入球场的罗德里格斯让罗哈斯继续倒地。国际足联最终判决巴西队2比0赢得比赛，智利队参赛资格被取消。此外，智利队还被禁止参加1994年世界盃外圍賽。 罗哈斯被国际足联终身禁赛，阿拉维纳、罗德里格斯以及率领球员拒绝回到球场智利队队长费尔南多·阿斯滕戈则被禁赛五年。

## 退役后
被禁赛后，罗哈斯被迫退役，他在智利国内备受指责，无法找到工作。1993年，聖保羅邀请他回到巴西，担任球队非正式的守门员教练。2001年，国际足联接受罗哈斯请求减刑的申请，宣布取消对他的禁赛处罚。 2003年，罗哈斯成为圣保罗的临时主教练，率领球队在1994年之后首次晋级到南美解放者杯。2009年，他成为巴西球队累西腓竞技的守门员教练，2011年因病不再从事足球教练工作。 2013年开始，罗哈斯的C型肝炎症状持续恶化，需要等待进行肝移植治疗。